# Leptosiphon ambiguus
Leptosiphon ambiguus är en blågullsväxtart som först beskrevs av Rattan, och fick sitt nu gällande namn av J.M. Porter och L.A. Johnson. Leptosiphon ambiguus ingår i släktet Leptosiphon och familjen blågullsväxter. Inga underarter finns listade i Catalogue of Life.